# کاسپه
کاسپه (به اسپانیایی: Caspe) یک دهستان در اسپانیا است که در استان ساراگوسا واقع شده‌است. کاسپه ۵۰۳٫۳۳ کیلومتر مربع مساحت و ۹٬۷۲۸ نفر جمعیت دارد و ۱۵۰ متر بالاتر از سطح دریا واقع شده‌است.

## خواهرخوانده
شهرهای Gaillac، آلمریا، سانتا ماریا ا ویکو و Regla خواهرخوانده‌های کاسپه هستند.